# Luboš Pecka
Luboš Pecka (* 19. února 1978 Prachatice) je český fotbalový útočník. Se 16 góly nejlepší kanonýr Gambrinus ligy 2006/07. Profesionální kariéru ukončil na konci sezóny 2011/12 v klubu SK Dynamo České Budějovice. V současnosti hraje za FK Lažiště, okresní soutěž Prachaticka.

## Hráčská kariéra
Jedná se o jihočeského rodáka, odchovance TJ Tatran Prachatice, měří 178 cm, váží 72 kg. Po nepříliš povedeném angažmá v Českých Budějovicích v sezóně 2000/01 se v první lize usadil až po roce 2004, kdy přestoupil do Mladé Boleslavi. V sezóně 2006/07 se stal králem ligových střelců se 16 vstřelenými góly. Významnou měrou se přičinil o 3. místo Boleslavi v lize v této sezóně. Poté hostoval v druholigovém německém klubu Alemannia Cáchy, kde se však výrazněji neprosadil. V sezóně 2008/09 se vrátil do Mladé Boleslavi. V sezóně 2009/10 po operaci vyhřezlé ploténky půl roku nehrál. V létě 2010 zamířil již potřetí do SK Dynamo České Budějovice. Momentálně obléká dres Lažišť.

### Reprezentační kariéra
Na přelomu května a června 2007 byl povolán do českého národního týmu na zápas ve Walesu, kde byl náhradníkem.